# العلاقات الأردنية الصربية
العلاقات الأردنية الصربية هي العلاقات الثنائية التي تجمع بين الأردن وصربيا.

## مقارنة بين البلدين
هذه مقارنة عامة ومرجعية للدولتين:
| وجه المقارنة                                              | الأردن                   | صربيا                                                      |
| --------------------------------------------------------- | ------------------------ | ---------------------------------------------------------- |
| المساحة (كم2)                                             | 89.34 ألف                | 88.36 ألف                                                  |
| عدد السكان (نسمة)                                         | 9.81 مليون               | 7.02 مليون                                                 |
| الكثافة السكانية (ن./كم²)                                 | 109.81                   | 79.45                                                      |
| العاصمة                                                   | عمان                     | بلغراد                                                     |
| اللغة الرسمية                                             | اللغة العربية            | اللغة الصربية                                              |
| العملة                                                    | دينار أردني              | دينار صربي                                                 |
| الناتج المحلي الإجمالي (بليون دولار)                      | 40.07 مليار              | 41.43 مليار                                                |
| الناتج المحلي الإجمالي (تعادل القوة الشرائية) بليون دولار | 82.80 مليار              | 100.13 مليار                                               |
| الناتج المحلي الإجمالي الاسمي للفرد دولار أمريكي          | 4.94 ألف                 | 5.24 ألف                                                   |
| الناتج المحلي الإجمالي للفرد دولار أمريكي                 | 12.05 ألف                | 13.59 ألف                                                  |
| مؤشر التنمية البشرية                                      | 0.748                    | 0.771                                                      |
| رمز المكالمات الدولي                                      | +962                     | +381                                                       |
| رمز الإنترنت                                              | .jo                      | .rs، .срб ‏                                                 |
| المنطقة الزمنية                                           | ت ع م+02:00، ت ع م+03:00 | توقيت وسط أوروبا، ت ع م+01:00، ت ع م+02:00، أوروبا/بلغراد ‏ |

## مدن متوأمة
في ما يلي قائمة باتفاقيات التوأمة بين مدن أردنية وصربية:
- ترتبط البتراء مع ليسكوفاتس باتفاقية توأمة.
- ترتبط السلط مع Inđija [الإنجليزية]‏ باتفاقية توأمة.

## منظمات دولية مشتركة
يشترك البلدان في عضوية مجموعة من المنظمات الدولية، منها:
| علم المنظمة | اسم المنظمة                               | تاريخ انضمام الأردن | تاريخ انضمام صربيا |
| ----------- | ----------------------------------------- | ------------------- | ------------------ |
|             | مؤسسة التنمية الدولية                     | 4 أكتوبر 1960       | 25 فبراير 1993     |
|             | يونسكو                                    | 14 يونيو 1950       | 20 ديسمبر 2000     |
|             | وكالة ضمان الاستثمار متعدد الأطراف        | 12 أبريل 1988       | 19 مارس 1993       |
|             | الأمم المتحدة                             | 14 ديسمبر 1955      | 1 نوفمبر 2000      |
|             | الاتحاد البريدي العالمي                   | ?                   | ?                  |
|             | البنك الدولي للإنشاء والتعمير             | 29 أغسطس 1952       | 25 فبراير 1993     |
|             | الاتحاد الدولي للاتصالات                  | 20 مايو 1947        | 1 يونيو 2001       |
|             | منظمة حظر الأسلحة الكيميائية              | ?                   | ?                  |
|             | مؤسسة التمويل الدولية                     | 20 يوليو 1956       | 25 فبراير 1993     |
|             | المركز الدولي لتسوية المنازعات الاستشارية | 29 نوفمبر 1972      | 8 يونيو 2007       |
|             | منظمة الشرطة الجنائية الدولية             | ?                   | ?                  |

## وصلات خارجية
- موقع وزارة الخارجية الأردنية
- موقع وزارة الخارجية الصربية